# Жвинис, Йонас
Йонас Жвинис (лит. Jonas Žvinys; 17 декабря 1901, Актаполис, ныне Молетский район, Литва — 10 февраля 1994, Вильнюс) — священник, литовский коллаборационист, во время Холокоста причастный к убийству 1200 евреев. В 1941 году был командиром партизан-повстанцев Молятской волости, кавалер ордена Креста Витиса. После получения независимости Литвы стал считаться борцом за независимость Литвы.

## Биография
Йонас Жвинис родился в 1901 году. Учился в Вильнюсской гимназии, но не окончил её. Участник войны за независимость Литвы. Сражался в боях с польской армией под Ширвинтос и Гедрайчяй. В 1920 году демобилизован. В 1923 году поступил в Каунасскую духовную семинарию. В 1930 году стал священником. С 1939 года стал служил в деревне Дубингяй.
После нападения Германии на Советский Союз сформировал вместе с Любартасом Клямасом и Иеронимасом Будрисом отряд вооружённых националистов. С июля 1941 года члены этого отряда арестовывали евреев, а 29 августа 1941 года расстреляли около 1200 евреев.
В 1947 году был арестован и 10 лет отбывал наказание в лагерях.
Умер в 1994 году. В 1999 году президент Литовской Республики Валдас Адамкус посмертно наградил Жвиниса офицерским крестом ордена Креста Витиса, до того как всплыли данные о его прошлом.

## Книги
Написал книгу «Записки моей жизни» (лит. Mano gyvenimo užrašai) с антисемитскими взглядами.

## Память
- Мемориальная доска на доме, в котором жил ксёндз Йонас Жвинис[7].
- В 2016 году попытались увековечить имя коллаборациониста[2]. В городе Молетай был поднят вопрос по переименованию части улицы Дарбо именем ксендза Йонаса Жвиниса[4]. Инициатором переименования был мэр Молетского района Стасис Жвинис, дальний родственник коллаборациониста Йонаса Жвиниса[2]. Также родственник хотел поставить памятник коллаборационисту[8]. После вспыхнувшего скандала Стасис Жвинис решил уйти от дискуссии[2] и переименование и памятник не состоялись.